# Hubert Schmitt-Degenhardt
Hubert Schmitt-Degenhardt (* 4. Oktober 1902 in Serkenrode; † 3. März 1995 in Aachen) war ein deutscher Verwaltungsjurist.

## Werdegang
Schmitt-Degenhardt wurde als Sohn eines Landwirts geboren. Nach dem Abitur studierte er Rechtswissenschaft in Würzburg, Frankfurt und Münster. Vor 1945 war er in der Reichsfinanzverwaltung tätig, ab 1945 beim Finanzamt Detmold. Im Jahr 1950 kam er als Ministerialrat in das Finanzministerium des Landes Nordrhein-Westfalen. Von 1955 bis zum Eintritt in den Ruhestand 1967 war er Regierungspräsident des Regierungsbezirkes Aachen.
Zunächst korporiert im Unitas-Verband, trat er zum Ring Katholischer Deutscher Burschenschaften über. So war er Gründungsmitglied der 1925 gegründeten KDB Nibelungen zu Münster (später im RKDB) und Bandphilister weiterer Burschenschaften im RKDB u. a. in Würzburg, Düsseldorf, Aachen und der KDB Sigfridia Bonn.
Hubert Schmitt-Degenhardt fand seine letzte Ruhestätte auf dem Aachener Waldfriedhof.

## Ehrungen

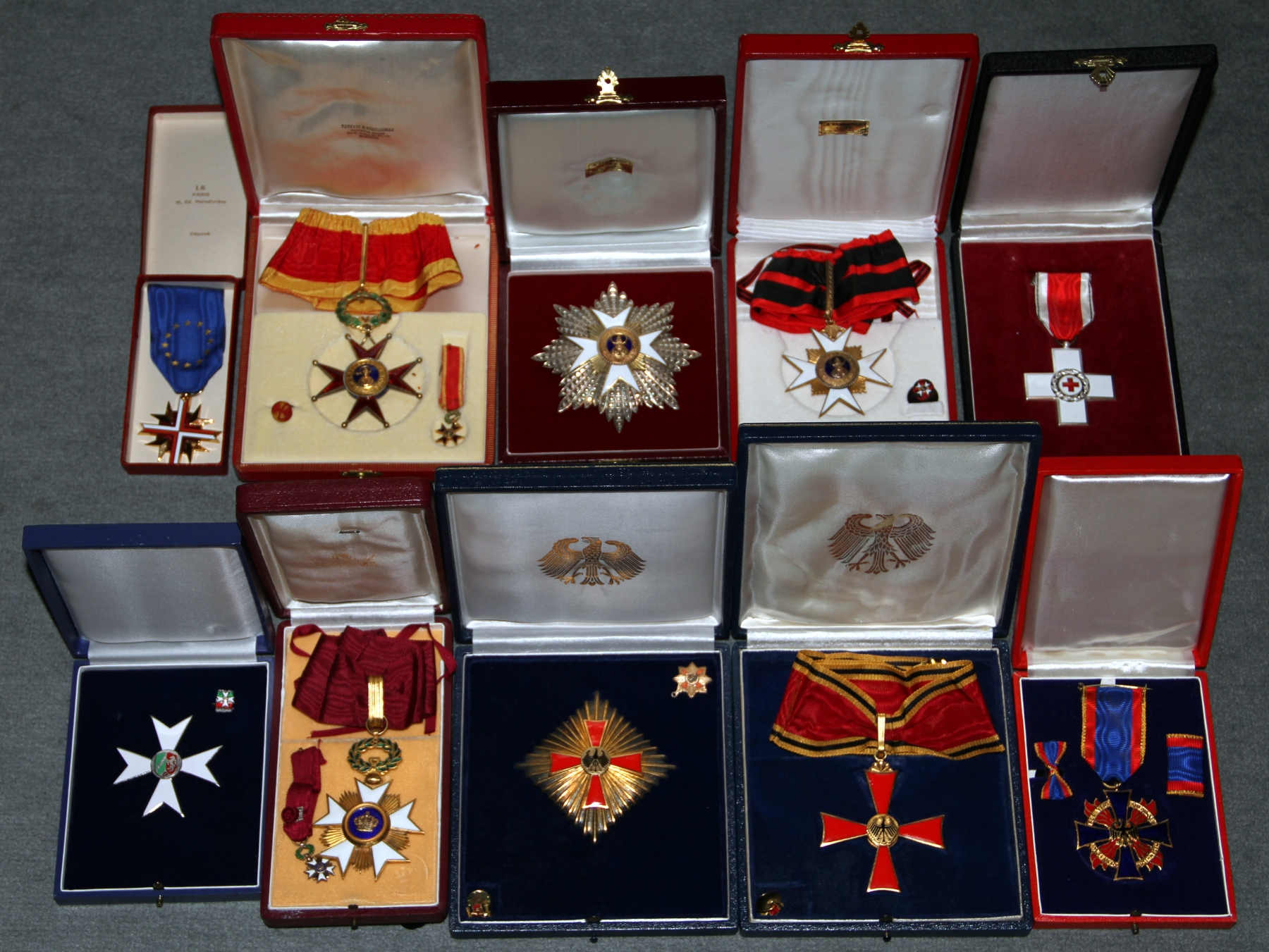
Einige Ehrungen und Orden von Hubert Schmitt-Degenhardt. Obere Reihe: Cross of the European Confederation of Former Combatants, Gregoriusorden, Silvesterorden (Stern und Band), Ehrenzeichen des Deutschen Roten Kreuzes II. Klasse. Untere Reihe: Verdienstorden des Landes Nordrhein-Westfalen, Kronenorden (Belgien), Großes Verdienstkreuz mit Stern der Bundesrepublik Deutschland (Stern und Band), Deutsches Feuerwehr-Ehrenkreuz

- 1967: Großes Verdienstkreuz der Bundesrepublik Deutschland
- 1978: Großes Verdienstkreuz mit Stern der Bundesrepublik Deutschland[3]
- 1985: Ehrenmedaille Naturpark Nordeifel
- 1990: Verdienstorden des Landes Nordrhein-Westfalen[4]
- Gregoriusorden – Orden des heiligen Gregor des Großen
- Silvesterorden
- Kronenorden (Belgien) – Klasse „Officer“
- Ehrenzeichen des Deutschen Roten Kreuzes II. Klasse
- Cross of the European Confederation of Former Combatants
- Deutsches Feuerwehr-Ehrenkreuz des Deutschen Feuerwehrverbandes